# Jānis Ikaunieks
Jānis Ikaunieks (Kuldīga, 16 febbraio 1995) è un calciatore lettone, centrocampista dell'RFS Riga e della nazionale lettone.

## Biografia
Anche suo fratello Dāvis è un calciatore.

## Caratteristiche tecniche
Trequartista, può giocare anche come esterno sinistro.

## Carriera

### Club
Inizia la sua carriera calcistica nel Liepājas Metalurgs, club lettone che partecipa alla Virslīga, massima serie lettone. Nel 2013 passa in prima squadra, dove gioca 22 partite segnando 3 marcature. La stagione seguente il suo club si scioglie e al suo posto nasce il Liepāja. Con la nuova squadra mette a segno 23 gol in 32 partite. Il Liepāja termina il torneo nazionale in quarta posizione. Il 3 gennaio 2015 viene annunciato il suo passaggio ai francesi del Metz.

### Nazionale
Ha giocato numerose partite con le varie nazionali giovanili lettoni.
Il 13 ottobre 2014 esordisce con la nazionale maggiore nella gara contro la Turchia valida per le qualificazioni al campionato europeo di calcio 2016. Nell'amichevole contro Gibilterra del 29 marzo 2016 segnò la prima rete in nazionale, realizzando una doppietta

## Statistiche

### Presenze e reti nei club
| Stagione        | Squadra           | Campionato      | Campionato | Campionato | Coppe nazionali | Coppe nazionali | Coppe nazionali | Coppe europee | Coppe europee | Coppe europee | Altre coppe | Altre coppe | Altre coppe | Totale | Totale |
| Stagione        | Squadra           | Comp            | Pres       | Reti       | Comp            | Pres            | Reti            | Comp          | Pres          | Reti          | Comp        | Pres        | Reti        | Pres   | Reti   |
| --------------- | ----------------- | --------------- | ---------- | ---------- | --------------- | --------------- | --------------- | ------------- | ------------- | ------------- | ----------- | ----------- | ----------- | ------ | ------ |
| 2013            | Metalurgs Liepāja | LMT             | 19         | 3          | Lk              | 3               | 0               | -             | -             | -             | -           | -           | -           | 22     | 3      |
| 2014            | Liepāja           | LMT             | 32         | 23         | Lk              | 3               | 1               | -             | -             | -             | -           | -           | -           | 35     | 24     |
| gen.-giu. 2015  | Metz              | L1              | 4          | 0          | CF              | 1               | 0               | -             | -             | -             | -           | -           | -           | 5      | 0      |
| 2015-2016       | Metz              | L2              | 8          | 0          | CF              | 1               | 0               | -             | -             | -             | -           | -           | -           | 9      | 0      |
| Totale Metz     | Totale Metz       | Totale Metz     | 12         | 0          |                 | 2               | 0               |               | -             | -             |             | -           | -           | 14     | 0      |
| gen.-giu. 2017  | Larissa           | SLE             | 10         | 1          | CG              | 0               | 0               | -             | -             | -             | -           | -           | -           | 10     | 1      |
| 2017            | Liepāja           | VL              | 6          | 0          | Lk              | 1               | 0               | UEL           | -             | -             | -           | -           | -           | 7      | 0      |
| 2018            | Liepāja           | VL              | 17         | 9          | Lk              | 1               | 0               | UEL           | 1             | 0             | -           | -           | -           | 19     | 9      |
| 2019            | Liepāja           | VL              | 24         | 7          | Lk              | 1               | 0               | UEL           | 1             | 1             | -           | -           | -           | 26     | 8      |
| Totale Liepaja  | Totale Liepaja    | Totale Liepaja  | 79         | 39         |                 | 6               | 1               |               | 2             | 1             |             | -           | -           | 87     | 41     |
| feb.-ago. 2020  | Strømsgodset      | E               | 6          | 0          | -               | -               | -               | -             | -             | -             | -           | -           | -           | 6      | 0      |
| ago.-nov. 2020  | RFS Riga          | VL              | 14         | 7          | Lk              | 3               | 1               | -             | -             | -             | -           | -           | -           | 17     | 8      |
| 2021            | KuPS              | VL              | 6+2        | 3          | SC              | 2               | 1               | UECL          | 6             | 1             | -           | -           | -           | 16     | 5      |
| 2022            | KuPS              | VL              | 19+4       | 5+3        | SC+CdL          | 3+3             | 1+5             | UECL          | 5             | 2             | -           | -           | -           | 34     | 16     |
| Totale KuPS     | Totale KuPS       | Totale KuPS     | 25+6       | 8+3        |                 | 8               | 7               |               | 11            | 3             |             | -           | -           | 50     | 21     |
| 2023            | RFS Riga          | VL              | 22         | 15         | Lk              | 3               | 2               | UECL          | 4             | 1             | -           | -           | -           | 29     | 18     |
| 2024            | RFS Riga          | VL              | 24         | 16         | Lk              | 3               | 1               | UCL+UEL       | 4+12          | 2+7           | SL          | 1           | 0           | 44     | 26     |
| Totale RFS Riga | Totale RFS Riga   | Totale RFS Riga | 60         | 38         |                 | 9               | 4               |               | 20            | 10            |             | 1           | 0           | 90     | 52     |
| Totale carriera | Totale carriera   | Totale carriera | 217        | 92         |                 | 28              | 12              |               | 33            | 14            |             | 1           | 0           | 279    | 118    |

### Cronologia presenze e reti in nazionale
| Cronologia completa delle presenze e delle reti in nazionale ― Lettonia | Cronologia completa delle presenze e delle reti in nazionale ― Lettonia | Cronologia completa delle presenze e delle reti in nazionale ― Lettonia | Cronologia completa delle presenze e delle reti in nazionale ― Lettonia | Cronologia completa delle presenze e delle reti in nazionale ― Lettonia | Cronologia completa delle presenze e delle reti in nazionale ― Lettonia | Cronologia completa delle presenze e delle reti in nazionale ― Lettonia | Cronologia completa delle presenze e delle reti in nazionale ― Lettonia |
| Data                                                                    | Città                                                                   | In casa                                                                 | Risultato                                                               | Ospiti                                                                  | Competizione                                                            | Reti                                                                    | Note                                                                    |
| ----------------------------------------------------------------------- | ----------------------------------------------------------------------- | ----------------------------------------------------------------------- | ----------------------------------------------------------------------- | ----------------------------------------------------------------------- | ----------------------------------------------------------------------- | ----------------------------------------------------------------------- | ----------------------------------------------------------------------- |
| 13-10-2014                                                              | Riga                                                                    | Lettonia                                                                | 1 – 1                                                                   | Turchia                                                                 | Qual. Euro 2016                                                         | -                                                                       |                                                                         |
| 16-11-2014                                                              | Amsterdam                                                               | Paesi Bassi                                                             | 6 – 0                                                                   | Lettonia                                                                | Qual. Euro 2016                                                         | -                                                                       | 46’                                                                     |
| 28-3-2015                                                               | Praga                                                                   | Rep. Ceca                                                               | 1 – 1                                                                   | Lettonia                                                                | Qual. Euro 2016                                                         | -                                                                       | 66’                                                                     |
| 12-6-2015                                                               | Rīga                                                                    | Lettonia                                                                | 0 – 2                                                                   | Paesi Bassi                                                             | Qual. Euro 2016                                                         | -                                                                       |                                                                         |
| 10-10-2015                                                              | Reykjavík                                                               | Islanda                                                                 | 2 – 2                                                                   | Lettonia                                                                | Qual. Euro 2016                                                         | -                                                                       | 85’                                                                     |
| 13-10-2015                                                              | Riga                                                                    | Lettonia                                                                | 0 – 1                                                                   | Kazakistan                                                              | Qual. Euro 2016                                                         | -                                                                       | 83’                                                                     |
| 13-11-2015                                                              | Belfast                                                                 | Irlanda del Nord                                                        | 1 – 0                                                                   | Lettonia                                                                | Amichevole                                                              | -                                                                       | 78’                                                                     |
| 25-3-2016                                                               | Trnava                                                                  | Slovacchia                                                              | 0 – 0                                                                   | Lettonia                                                                | Amichevole                                                              | -                                                                       | 58’                                                                     |
| 29-3-2016                                                               | Gibilterra                                                              | Gibilterra                                                              | 0 – 5                                                                   | Lettonia                                                                | Amichevole                                                              | 2                                                                       |                                                                         |
| 1-6-2016                                                                | Liepāja                                                                 | Lettonia                                                                | 2 – 1                                                                   | Lituania                                                                | Coppa del Baltico 2016                                                  | -                                                                       | 66’                                                                     |
| 4-6-2016                                                                | Tallinn                                                                 | Estonia                                                                 | 0 – 0                                                                   | Lettonia                                                                | Coppa del Baltico 2016                                                  | -                                                                       | 56’ 78’                                                                 |
| 2-9-2016                                                                | Riga                                                                    | Lettonia                                                                | 3 – 1                                                                   | Lussemburgo                                                             | Amichevole                                                              | -                                                                       | 54’                                                                     |
| 6-9-2016                                                                | Andorra la Vella                                                        | Andorra                                                                 | 0 – 1                                                                   | Lettonia                                                                | Qual. Mondiali 2018                                                     | -                                                                       |                                                                         |
| 10-10-2016                                                              | Riga                                                                    | Lettonia                                                                | 0 – 2                                                                   | Ungheria                                                                | Qual. Mondiali 2018                                                     | -                                                                       | 34’                                                                     |
| 28-3-2017                                                               | Tbilisi                                                                 | Georgia                                                                 | 5 – 0                                                                   | Lettonia                                                                | Amichevole                                                              | -                                                                       | 84’                                                                     |
| 12-6-2017                                                               | Riga                                                                    | Lettonia                                                                | 1 – 2                                                                   | Estonia                                                                 | Amichevole                                                              | -                                                                       | 76’                                                                     |
| 13-11-2017                                                              | Kosovska Mitrovica                                                      | Kosovo                                                                  | 4 – 3                                                                   | Lettonia                                                                | Amichevole                                                              | -                                                                       | 82’                                                                     |
| 2-6-2018                                                                | Riga                                                                    | Lettonia                                                                | 1 – 0                                                                   | Estonia                                                                 | Coppa del Baltico 2018                                                  | 1                                                                       |                                                                         |
| 5-6-2018                                                                | Vilnius                                                                 | Lituania                                                                | 1 – 1                                                                   | Lettonia                                                                | Coppa del Baltico 2018                                                  | -                                                                       | 76’                                                                     |
| 9-6-2018                                                                | Riga                                                                    | Lettonia                                                                | 1 – 3                                                                   | Azerbaigian                                                             | Amichevole                                                              | -                                                                       |                                                                         |
| 24-3-2019                                                               | Varsavia                                                                | Polonia                                                                 | 2 – 0                                                                   | Lettonia                                                                | Qual. Euro 2020                                                         | -                                                                       | 73’                                                                     |
| 7-6-2019                                                                | Riga                                                                    | Lettonia                                                                | 0 – 3                                                                   | Israele                                                                 | Qual. Euro 2020                                                         | -                                                                       | 58’                                                                     |
| 9-9-2019                                                                | Rīga                                                                    | Lettonia                                                                | 0 – 2                                                                   | Macedonia del Nord                                                      | Qual. Euro 2020                                                         | -                                                                       | 53’                                                                     |
| 10-10-2019                                                              | Riga                                                                    | Lettonia                                                                | 0 – 3                                                                   | Polonia                                                                 | Qual. Euro 2020                                                         | -                                                                       |                                                                         |
| 15-10-2019                                                              | Be'er Sheva                                                             | Israele                                                                 | 3 – 1                                                                   | Lettonia                                                                | Qual. Euro 2020                                                         | -                                                                       | 64’ 86’                                                                 |
| 3-9-2020                                                                | Riga                                                                    | Lettonia                                                                | 0 – 0                                                                   | Andorra                                                                 | UEFA Nations League 2020-2021 - 1º turno                                | -                                                                       |                                                                         |
| 6-9-2020                                                                | Ta' Qali                                                                | Malta                                                                   | 1 – 1                                                                   | Lettonia                                                                | UEFA Nations League 2020-2021 - 1º turno                                | -                                                                       |                                                                         |
| 10-10-2020                                                              | Tórshavn                                                                | Fær Øer                                                                 | 1 – 1                                                                   | Lettonia                                                                | UEFA Nations League 2020-2021 - 1º turno                                | 1                                                                       |                                                                         |
| 13-10-2020                                                              | Riga                                                                    | Lettonia                                                                | 0 – 1                                                                   | Malta                                                                   | UEFA Nations League 2020-2021 - 1º turno                                | -                                                                       |                                                                         |
| 11-11-2020                                                              | Serravalle                                                              | San Marino                                                              | 0 – 3                                                                   | Lettonia                                                                | Amichevole                                                              | -                                                                       | 61’                                                                     |
| 14-11-2020                                                              | Riga                                                                    | Lettonia                                                                | 1 – 1                                                                   | Fær Øer                                                                 | UEFA Nations League 2020-2021 - 1º turno                                | -                                                                       | 61’                                                                     |
| 17-11-2020                                                              | Andorra la Vella                                                        | Andorra                                                                 | 0 – 5                                                                   | Lettonia                                                                | UEFA Nations League 2020-2021 - 1º turno                                | 2                                                                       | 9’ 75’                                                                  |
| 24-3-2021                                                               | Riga                                                                    | Lettonia                                                                | 1 – 2                                                                   | Montenegro                                                              | Qual. Mondiali 2022                                                     | 1                                                                       |                                                                         |
| 27-3-2021                                                               | Amsterdam                                                               | Paesi Bassi                                                             | 2 – 0                                                                   | Lettonia                                                                | Qual. Mondiali 2022                                                     | -                                                                       | 34’ 87’                                                                 |
| 30-3-2021                                                               | Istanbul                                                                | Turchia                                                                 | 3 – 3                                                                   | Lettonia                                                                | Qual. Mondiali 2022                                                     | -                                                                       | 65’                                                                     |
| 7-6-2021                                                                | Düsseldorf                                                              | Germania                                                                | 7 – 1                                                                   | Lettonia                                                                | Amichevole                                                              | -                                                                       |                                                                         |
| 1-9-2021                                                                | Riga                                                                    | Lettonia                                                                | 3 – 1                                                                   | Gibilterra                                                              | Qual. Mondiali 2022                                                     | -                                                                       | 90+2’                                                                   |
| 4-9-2021                                                                | Riga                                                                    | Lettonia                                                                | 0 – 2                                                                   | Norvegia                                                                | Qual. Mondiali 2022                                                     | -                                                                       |                                                                         |
| 7-9-2021                                                                | Podgorica                                                               | Montenegro                                                              | 0 – 0                                                                   | Lettonia                                                                | Qual. Mondiali 2022                                                     | -                                                                       |                                                                         |
| 25-3-2022                                                               | Ta' Qali                                                                | Lettonia                                                                | 1 – 1                                                                   | Kuwait                                                                  | Amichevole                                                              | -                                                                       | 46’                                                                     |
| 3-6-2022                                                                | Riga                                                                    | Lettonia                                                                | 3 – 0                                                                   | Andorra                                                                 | UEFA Nations League 2022-2023 - 1º turno                                | 1                                                                       | 86’                                                                     |
| 6-6-2022                                                                | Riga                                                                    | Lettonia                                                                | 1 – 0                                                                   | Liechtenstein                                                           | UEFA Nations League 2022-2023 - 1º turno                                | -                                                                       | 85’                                                                     |
| 10-6-2022                                                               | Chișinău                                                                | Moldavia                                                                | 2 – 4                                                                   | Lettonia                                                                | UEFA Nations League 2022-2023 - 1º turno                                | 2                                                                       |                                                                         |
| 14-6-2022                                                               | Vaduz                                                                   | Liechtenstein                                                           | 0 – 2                                                                   | Lettonia                                                                | UEFA Nations League 2022-2023 - 1º turno                                | -                                                                       | 67’                                                                     |
| 22-9-2022                                                               | Riga                                                                    | Lettonia                                                                | 1 – 2                                                                   | Moldavia                                                                | UEFA Nations League 2022-2023 - 1º turno                                | 1                                                                       | 22’                                                                     |
| 25-9-2022                                                               | Andorra la Vella                                                        | Andorra                                                                 | 1 – 1                                                                   | Lettonia                                                                | UEFA Nations League 2022-2023 - 1º turno                                | -                                                                       | 43’                                                                     |
| 16-11-2022                                                              | Riga                                                                    | Lettonia                                                                | 1 – 1 (5 – 3 dtr)                                                       | Estonia                                                                 | Coppa del Baltico 2022                                                  | -                                                                       | 80’                                                                     |
| 19-11-2022                                                              | Riga                                                                    | Lettonia                                                                | 1 – 1 (7 – 8 dtr)                                                       | Islanda                                                                 | Coppa del Baltico 2022                                                  | -                                                                       | 82’                                                                     |
| 22-3-2023                                                               | Dublino                                                                 | Irlanda                                                                 | 3 – 2                                                                   | Lettonia                                                                | Amichevole                                                              | -                                                                       | 65’                                                                     |
| 28-3-2023                                                               | Cardiff                                                                 | Galles                                                                  | 1 – 0                                                                   | Lettonia                                                                | Qual. Euro 2024                                                         | -                                                                       | 59’                                                                     |
| 8-9-2023                                                                | Fiume                                                                   | Croazia                                                                 | 5 – 0                                                                   | Lettonia                                                                | Qual. Euro 2024                                                         | -                                                                       | 76’                                                                     |
| 11-9-2023                                                               | Riga                                                                    | Lettonia                                                                | 0 – 2                                                                   | Galles                                                                  | Qual. Euro 2024                                                         | -                                                                       | 64’                                                                     |
| 12-10-2023                                                              | Riga                                                                    | Lettonia                                                                | 2 – 0                                                                   | Armenia                                                                 | Qual. Euro 2024                                                         | 1                                                                       | Cap.                                                                    |
| 15-10-2023                                                              | Konya                                                                   | Turchia                                                                 | 4 – 0                                                                   | Lettonia                                                                | Qual. Euro 2024                                                         | -                                                                       |                                                                         |
| 18-11-2023                                                              | Riga                                                                    | Lettonia                                                                | 0 – 2                                                                   | Croazia                                                                 | Qual. Euro 2024                                                         | -                                                                       |                                                                         |
| 21-11-2023                                                              | Varsavia                                                                | Polonia                                                                 | 2 – 0                                                                   | Lettonia                                                                | Amichevole                                                              | -                                                                       | 88’                                                                     |
| 21-3-2024                                                               | Limassol                                                                | Cipro                                                                   | 1 – 1                                                                   | Lettonia                                                                | Amichevole                                                              | -                                                                       | Cap.                                                                    |
| 26-3-2024                                                               | Larnaca                                                                 | Lettonia                                                                | 1 – 1                                                                   | Liechtenstein                                                           | Amichevole                                                              | -                                                                       | 46’                                                                     |
| 7-9-2024                                                                | Erevan                                                                  | Armenia                                                                 | 4 – 1                                                                   | Lettonia                                                                | UEFA Nations League 2024-2025 - 1º turno                                | -                                                                       | 69’ 82’                                                                 |
| 10-9-2024                                                               | Riga                                                                    | Lettonia                                                                | 1 – 0                                                                   | Fær Øer                                                                 | UEFA Nations League 2024-2025 - 1º turno                                | -                                                                       | 90’                                                                     |
| 10-10-2024                                                              | Riga                                                                    | Lettonia                                                                | 0 – 3                                                                   | Macedonia del Nord                                                      | UEFA Nations League 2024-2025 - 1º turno                                | -                                                                       |                                                                         |
| 13-10-2024                                                              | Tórshavn                                                                | Fær Øer                                                                 | 1 – 1                                                                   | Lettonia                                                                | UEFA Nations League 2024-2025 - 1º turno                                | -                                                                       | 49’ 66’                                                                 |
| 17-11-2024                                                              | Riga                                                                    | Lettonia                                                                | 1 – 2                                                                   | Armenia                                                                 | UEFA Nations League 2024-2025 - 1º turno                                | -                                                                       | 67’                                                                     |
| 21-3-2025                                                               | Andorra la Vella                                                        | Andorra                                                                 | 0 – 1                                                                   | Lettonia                                                                | Qual. Mondiali 2026                                                     | -                                                                       |                                                                         |
| 24-3-2025                                                               | Londra                                                                  | Inghilterra                                                             | 3 – 0                                                                   | Lettonia                                                                | Qual. Mondiali 2026                                                     | -                                                                       | 83’                                                                     |
| 7-6-2025                                                                | Riga                                                                    | Lettonia                                                                | 0 – 0                                                                   | Azerbaigian                                                             | Amichevole                                                              | -                                                                       | 84’                                                                     |
| 10-6-2025                                                               | Riga                                                                    | Lettonia                                                                | 1 – 1                                                                   | Albania                                                                 | Qual. Mondiali 2026                                                     | -                                                                       | 75’                                                                     |
| Totale                                                                  |                                                                         | Presenze                                                                | 68                                                                      |                                                                         | Reti (9º posto)                                                         | 12                                                                      |                                                                         |

## Palmares

### Club

#### Competizioni nazionali
- Campionato lettone: 2

RFS Riga: 2023, 2024
- Coppa di Lettonia: 2

Liepāja: 2017
RFS Riga: 2024

### Nazionale
- Coppa del Baltico: 2

2016, 2018